# Новий ять
«Новий ять»  — назва дифтонгічного подовженого звука [ě] у давньокиївській писемно-літературній мові, що в XII ст. після занепаду редукованих [ь] і [ъ] розвинувся з етимологічного [e] в нових закритих складах (шѣсть, пѣчь). Поняття «нового ятя» належить О. Потебні, а термін «новий ять» запропонований російським мовознавцем О. І. Соболевським.
На письмі позначався літерою ѣ: наприклад, камѣнь, матѣрь (з раніших камень, матерь). Оскільки його звучання було відмінним від звучання давнього [ě], то протягом XIII ст. не фіксується перехід «нового ятя» у [ɪ] (на письмі — «и»), тоді як у випадку з давнім [ě] вона звичайна: дитина, сидіти (а також діал. мизинець) < прасл. *dětina, *sěděti, *mězinecь. Проте, «новий ять», подібно «старому», у процесі подальшого розвитку української мови теж перейшов у голосний [і] (суч. укр. камінь, матір). При відмінюванні слів із колишнім «новим ятем» у відкритому складі збережений старий голосний [e]: камінь — каменя, матір — матері (див. Ікавізм).